# Міжнародне право прав людини
Міжнародне право прав людини — галузь, міжнародного права, спрямована на сприяння та захист прав людини на міжнародному, регіональному та національному рівнях. Як частина міжнародного права ця галузь складається, перш за все, з Міжнародних договорів, зокрема договорів між державами, призначених мати обов'язкову юридичну силу між сторонами, які погодилися з ними, і звичаєвого міжнародного права — норм права, що випливають з послідовної поведінки держав, яка ґрунтується на переконанні, що закон вимагає від них діяти таким чином. Інші міжнародні документи з прав людини, не будучи юридично зобов'язуючими, покликані сприяти реалізації, розумінню і розвитку міжнародного права в галузі прав людини та були визнані як джерело політичних зобов'язань.
Реалізація міжнародного права прав людини може відбуватися на внутрішньому, регіональному або міжнародному рівні. Держави ратифікують договори з прав людини, беручи на себе зобов'язання поважати ці права і забезпечити, аби їх національне законодавство було сумісним з міжнародним законодавством. Коли внутрішнє законодавство не створює засобів проти порушень прав людини, сторони можуть мати можливість вдатися до регіональних чи міжнародних механізмів для забезпечення дотримання прав людини.
Міжнародне право прав людини тісно пов'язане з міжнародним гуманітарним правом. Обидва надають, наприклад, захист від тортур. Вони відрізняються тим, що регулюють юридично дискретні структури, і, зазвичай, працюють в різних контекстах і регламентують різні відносини. Як правило, права людини регулюють відносини між державами та фізичними особами в контексті звичайного життя, в той час як гуманітарне право регулює дії воюючих держав, і тих учасників, з якими вони вступають у контакт. Важливою сферою міжнародного права прав людини є забезпечення прав людини на тимчасово окупованих територіях.

## Історія
До Першої світової війни окремі питання прав людини (головним чином — прав релігійних меншин) включалися у двосторонні і багатосторонні договори.
Ряд договорів, присвячених окремим питанням прав людини, був прийнятий за участю Ліги Націй — Договори про меншини (англ.), а також діюча досі Конвенція про рабство і ряд конвенцій Міжнародної організації праці (заснованої при Лізі).
У червні 1945 року було підписано Статут ООН, перша стаття якого оголосила здійснення міжнародного співробітництва «у заохоченні та розвитку поваги до прав людини» однією з цілей організації. У квітні 1948 Організація американських держав прийняла Американську декларацію прав і обов'язків людини.

## Система Організації Об'єднаних Націй
Генеральна Асамблея Організації Об'єднаних Націй прийняла Віденську декларацію і Програму дій в 1993 році, яка була створена за допомогою Верховного комісара Організації Об'єднаних Націй з прав людини.
У 2006 році Комісія Організації Об'єднаних Націй з прав людини була замінена Радою з прав людини Організації Об'єднаних Націй із забезпечення дотримання норм міжнародного права в галузі прав людини.

## Міжнародний білль про права людини

### Загальна декларація прав людини 1948р.
Це декларація Генеральної Асамблеї ООН, що не в створює обов'язкового міжнародного права в галузі прав людини. Багато вчених-юристів посилаються на Загальну декларацію прав людини як на доказ звичаєвого міжнародного права.
У ширшому сенсі, Загальна декларація прав людини стала авторитетним довідником прав людини. Це забезпечило основу для подальших міжнародних документів з прав людини.

### Міжнародні договори з прав людини
Окрім ухвалення в 1966 році двох широких пактів, які є частиною Міжнародного білля про права людини (а саме Міжнародного пакту про громадянські і політичні права та Міжнародного пакту про економічні, соціальні і культурні права), були прийняті й інші договори на міжнародному рівні. Як правило, вони відомі як документи з прав людини. Деякі з найбільш значущих:
- Конвенція про запобігання і покарання за злочини геноциду (CPCG) (ухвалена 1948 року і набула чинності 1951 року);
- Конвенція про статус біженців (КСВ) (ухвалена 1951 року і набула чинності 1954 року);
- Конвенція про ліквідацію всіх форм расової дискримінації (КЛРД) (ухвалена 1965 року і набула чинності 1969 року)[7];
- Конвенція про ліквідацію всіх форм дискримінації щодо жінок (CEDAW) (набула чинності 1981 року);[8]
- Конвенція Організації Об'єднаних Націй проти катувань (КПП) (ухвалена 1984 року і набула чинності 1987 року);[9]
- Конвенція про права дитини (КПД) (ухвалена 1989 року і набула чинності 1990 року);[10]
- Міжнародна конвенція про захист прав всіх трудящих — мігрантів і членів їх сімей (МКПТМ) (ухвалена 1990 року і набула чинності 2003 року);
- Конвенція про права інвалідів (КПІ) (набула чинності 3 травня 2008 року);[11]
- Міжнародна конвенція про захист усіх осіб від насильницьких зникнень (ухвалена 2006 року і набула чинності 2010 року).

## Регіональний захист та установи
Регіональні системи міжнародного права прав людини як доповнення національного та міжнародного права прав людини щодо захисту і заохочення прав людини в конкретних районах світу. Є три ключові регіональні договори з прав людини, які створили право прав людини на регіональному рівні:
- Африканська хартія прав людини і народів для Африки 1981 року створення, діюча з 1986 року;
- Американська конвенція з прав людини для країн Америки 1969, діюча з 1978 року;
- Європейська конвенція з прав людини для Європи 1950 року створення, набрала чинності в 1953 році.

### Африка

#### Права людини в Африці
Африканський союз (АС) є наднаціональним об'єднанням, що складається з 53 африканських країн. Заснований в 2001 році, мета АС в тому, щоб допомогти забезпечити демократію в Африці, права людини, і стійку економіку, зокрема покласти край внутрішнім Африканським конфліктам і створенню реального спільного ринку.
Африканська хартія прав людини і народів є основним документом з прав людини в регіоні. Вона виникла під егідою Організації африканської єдності (ОАЄ) (замінена Африканським союзом). Намір створити Африканську хартію прав людини і народів було проголошено в 1979 році. Хартія одноголосно затверджена на Асамблеї ОАЄ у 1981 р.
Відповідно до статті 63, Африканська хартія прав людини і народів набула чинності 21 жовтня 1986, на честь чого 21 жовтня було оголошено африканський День прав людини.
Африканська комісія з прав людини і народів є квазі-судовим органом Африканського союзу, якому доручено впровадження і захист прав людини і колективних прав на всьому африканському континенті, а також інтерпретація Африканської хартії з прав людини і народів, а також розгляд індивідуальних скарг на порушення Статуту. Комісія має три широкі сфери відповідальності :
сприяння правам людини і народів;
захист прав людини і народів;
інтерпретація Африканської хартії прав людини і народів.
Для досягнення цих цілей, Комісія уповноважена «збирати документи, проводити вивчення та дослідження африканських проблем в галузі прав людини і народів, організовувати семінари, симпозіуми та конференції, поширення інформації, заохочувати національні та місцеві установи, пов'язані з правом людини, а в деяких випадках, висловлювати свою думку чи давати рекомендації уряду».
Із створенням Африканського суду з прав людини і народів (в рамках протоколу до Статуту, який був прийнятий в 1998 році і набрав чинності в січні 2004 року) Комісія буде має додаткові функції з підготовки справи для представлення на розгляд Суду. У липні 2004 року Асамблея АС ухвалила, що майбутній Суд з прав людини і народів буде інтегрований з Судом Африканського Союзу.
Суд Африканського союзу покликаний стати «головним судовим органом Союзу».. Передбачається взяття ним на себе обов'язків Африканської комісії з прав людини і народів, як і виконання повноважень верховного суду Африканського союзу з інтерпретації всіх необхідних законів і договорів, хоча це ще не встановлено. Протокол, що започаткував Африканський суд з прав людини і народів, набув чинності в січні 2004 року,, але злиття з Судом АС затримало його створення. Протокол про створення Суду АС набуде чинності після його ратифікації у п'ятнадцяти країнах.
Є багато країн в Африці, обвинувачених у порушеннях прав людини з боку міжнародного співтовариства та НУО.

### Міжамериканська система

#### Права людини в Північній Америці
Організація американських держав (ОАД) є міжнародною організацією, зі штаб- квартирою у Вашингтоні, округ Колумбія. Його членами є тридцять п'ять незалежних держав Північної та Південної Америки.
Протягом 1990-х років, із закінченням холодної війни, поверненням до демократії в Латинській Америці і тягою до глобалізації, ОАД зробила великі зусилля для відновлення своїх позицій, щоб відповідати новим викликам. Заявлені пріоритети в даний час включають :
1. зміцнення демократії;
2. зусилля з досягнення миру;
3. захист прав людини;
4. боротьба з корупцією;
5. права корінних народів;
6. сприяння сталому розвитку.

Міжамериканська комісія з прав людини (МАКПЛ) є автономним органом Організації американських держав, і також базується у Вашингтоні, округ Колумбія. Поряд з Міжамериканським судом з прав людини, що базується в Сан-Хосе, Коста-Рика, це один з органів, що складає міжамериканську систему з метою заохочення та захисту прав людини. МАКПЛ є постійно діючим органом, який бере участь в чергових та спеціальних сесіях кілька разів на рік, щоб вивчити повідомлення про порушення прав людини в Західній півкулі. Його правозахисні обов'язки випливають з таких трьох документів:
- Статут ОАД;
- Американська декларація прав і обов'язків людини;
- Американська конвенція з прав людини.

Міжамериканський суд з прав людини був створений в 1979 році з метою забезпечення дотримання та тлумачення положень Американської конвенції про права людини. Його дві основні функції: арбітражна та консультативна :

### Європейська система

#### Права людини в Європі
Рада Європи заснована в 1949 році та є найстарішою організацією, що працює для європейської інтеграції. Ця міжнародна організація є юридичною особою, визнаною в рамках міжнародного публічного права, і має статус спостерігача в Організації Об'єднаних Націй. Засідання Ради Європи відбуваються у Страсбурзі у Франції.
Рада Європи відповідає як за впровадження Європейської конвенції з прав людини, так і за функціонування Європейського суду з прав людини. Ці інституції накладають на держави-учасниці обов'язок дотримання відповідного переліку прав людини, який хоча й є досить суворим, проте м'якший, порівняно з Хартією прав людини ООН.
Рада також впроваджує Європейську хартію регіональних мов або мов меншин та Європейську соціальну хартію. Членство відкрите для всіх європейських держав, які не лише прагнуть до європейської інтеграції, прийняття принципу верховенства права, а можуть і бажають гарантувати демократію, основні права і свободи людини.
Рада Європи існує окремо від Європейського Союзу, але останній, як очікується, приєднається до Європейської конвенції з прав людини. Рада включає в себе всі держави — члени Європейського союзу. ЄС також має окремий документ з прав людини — Хартію основних прав Європейського Союзу.

## Моніторинг здійснення та забезпечення
В даний час немає міжнародного суду для адміністрування міжнародного права прав людини, але існують квазісудові органи при деяких договорах ООН (як Комітет з прав людини відповідно до МПГПП). Міжнародний кримінальний суд має юрисдикцію щодо таких злочинів як геноцид, воєнний злочин і злочин проти людяності. Європейський суд з прав людини і Міжамериканський суд з прав людини впроваджує в життя регіональні норми в галузі прав людини.
Хоча ці ж міжнародні організації також здійснюють юрисдикцію щодо справ, що стосуються міжнародного гуманітарного права, вкрай важливо визнати, як описано вище, що дві системи являють собою різні правові режими.
Органи ООН з прав людини володіють певними квазіправовими механізмами правозастосування. Йдеться про договірні органи, прикріплені до семи діючих в даний час договорів, а також процедури розгляду скарг Радою з прав людини ООН, в тому числі універсальний періодичний огляд та спеціальні доповідачі ООН (відомі як механізми 1235 і 1503 відповідно).
Виконання міжнародного права прав людини є обов'язком національної держави; це є головним обов'язком держави, щоб втілити права людини своїх громадян в реальність.
На практиці багато прав людини важко забезпечити на законних підставах, у зв'язку з відсутністю консенсусу щодо застосування певних прав, відсутністю відповідного національного законодавства або органів уповноважених приймати правові заходи, щоб забезпечити їх дотримання.
Національні правозахисні установи (НПУ) створено у більш ніж 110 країнах з метою захисту, впровадження або моніторингу дотримання прав людини. Хоча не всі НПУ відповідають Паризьким принципам,, число і вплив цих інститутів зростає.
Паризькі принципи було сформульовано на першому Міжнародному національних інституцій з впровадження і захисту прав людини у Парижі 7-9 жовтня 1991 р. та затверджено у 1992 р. резолюцією Комісії ООН з прав людини 1992/54 і резолюцією ГА ООН 448/134 у 1993 р. Паризькі принципи являють собою перелік зобов'язань національних інституцій.

## Універсальна юрисдикція
Універсальна юрисдикція є спірним принципом міжнародного права, в рамках якого держави стверджують кримінальну юрисдикцію щодо осіб, чиї передбачувані злочини були скоєні за межами кримінального переслідування держави, незалежно від національності, країни проживання. Держава підтримує свої претензії на тій підставі, що скоєний злочин вважається злочином проти всіх, за які будь-яка держава має право покарати.